# Tol-e Tall
Tol-e Tall (persiska: تل تل, تُلتَل) är en ort i Iran.   Den ligger i provinsen Bushehr, i den centrala delen av landet, 700 km söder om huvudstaden Teheran. Tol-e Tall ligger 18 meter över havet och antalet invånare är 170.
Terrängen runt Tol-e Tall är platt, och sluttar söderut. Runt Tol-e Tall är det ganska glesbefolkat, med 38 invånare per kvadratkilometer. Närmaste större samhälle är Bandar-e Ganāveh, 9,1 km söder om Tol-e Tall. Trakten runt Tol-e Tall är ofruktbar med lite eller ingen växtlighet.